# Prealps francesos
Els Prealps francesos és un grup de serralades subalpines d'alçades mitjanes (de 1.000 a 3.000 metres aproximadament) que es troben immediatament a l'oest dels Alps. S'estenen més o menys des del sud-oest del Llac Léman fins als rius Isèra i Droma; a l'est d'una línia que transcorre de Chamonix a Albertville, Grenoble, Gap, i Barceloneta de Provença; i des de Grassa a Vença al sud.

## Serralades
En la part nord, les diverses serralades són fàcilment identificables per separacions geogràfiques, com el congost de Voreppe entre Vercors i Chartreuse, o la vall de la ciutat de Chambèri que separa els Bauges i la Chartreuse. A la zona sud dels prealps, les serralades són generalment desorganitzades i no tenen les valls amples i profundes que les divideixen al nord.
A la part sud, tres serrades no contigües tradicionalment formen part dels Prealps: les Alpilles, Mont Venturi (Sainte-Victoire) i Sainte-Baume.
Els Prealps francesos estan formats pels següents massissos (de nord a sud):
- Chablais - Haut-Giffre;
- Bornes - Aravis;
- Bauges;
- Chartreuse;
- Vercors;
- Dévoluy - Bochaine;
- Diois - Baronnies;
- Monts de Vaucluse - Luberon;
- Prealps de Dinha;
- Prealps de Castellana;
- Prealps de Niça;

així com part dels massissos següents:
- Mercantour;
- Trois-Évêchés;
- Pelat.

Entre els cims coneguts dels Prealps s'hi inclouen:
- El Ventor, prop de Carpentràs, Valclusa, anomenat el "Gegant de la Provença" 1912 metres.
- Mont Aiguille, prop de Chichiliana, Isèrea, vestigi de l'antic altiplà calcari del Vercors, 2087 metres.

## Cims principals
| Serralada                     | Rang                           | Cim més alt                | Alçada | Comentaris                               |
| ----------------------------- | ------------------------------ | -------------------------- | ------ | ---------------------------------------- |
| Prealps de la Savoia          | Massís de l'Haut-Giffre        | Dents du Midi - Haute Cime | 3257 m | Cima més alta dels Prealps francesos     |
| Prealps de la Savoia          | Aiguilles rouges               | Aiguille du Belvédère      | 2965 m |                                          |
| Prealps de la Savoia          | Alps del Chablais              | Hauts-Forts                | 2464 m | Cim al costat francès                    |
| Prealps de la Savoia          | Bornes                         | Pointe Blanche             | 2438 m |                                          |
| Prealps de la Savoia          | Aravis                         | Pointe Percée              | 2750 m |                                          |
| Prealps de la Savoia          | Bauges                         | Arcalod                    | 2217m  |                                          |
| Prealps de la Savoia          | Chartreuse                     | Chamechaude                | 2082m  |                                          |
| Prealps del Delfinat          | Vercors                        | Grand Veymont              | 2341 m | També anomenat les "Dolomites franceses" |
| Prealps del Delfinat          | Muntanyes Diois                | Mont Jocou                 | 2051 m |                                          |
| Prealps del Delfinat          | Baronnies                      | Mont Euga                  | 1603 m |                                          |
| Prealps del Delfinat          | MuntanyesDévoluy               | Grande Tête de l'Obiou     | 2789 m |                                          |
| Prealps del Delfinat          | Bochaine                       | Mont Céüse                 | 2016 m | També anomenat les Pagues du Buëch       |
| Alps i Prealps de la Provença | Massís dels Trois-Évêchés      | Tête de l'Estrop           | 2961 m |                                          |
| Alps i Prealps de la Provença | Prealps de Dinha               | Les Monges                 | 2115 m |                                          |
| Alps i Prealps de la Provença | Vaucluse Muntanyes             | Senyal de Sant-Pierre      | 1256 m |                                          |
| Alps i Prealps de la Provença | Luberon Muntanyes              | Mourre Nègre               | 1125 m |                                          |
| Alps i Prealps de la Provença | Prealps de Castelana           | Puy de Rent                | 1996 m | També anomenat els Prealps Grassa        |
| Prealps Marítims              | Prealps de Niça                | Pointe des Trois Communes  | 2080 m | Punt més alt del Massís Authion          |
| No-contigu                    | Alpilles                       | Gira des Opies             | 498 m  | Muntanya tradicional de la Provença      |
| No-contigu                    | Mont Venturi (Sainte-Victoire) | Pic des Mouches            | 1011 m | Muntanya tradicional de la Provença      |
| No-contigu                    | Sainte-Baume                   | Joug de l'Aigle            | 1148 m | Muntanya tradicional de la Provença      |